# Ла Рок, Род
Род Ла Рок (англ. Rod La Rocque; 29 ноября 1898, Чикаго, Иллинойс — 15 октября 1969, Беверли-Хиллз, Калифорния) — американский актёр.

## Биография
Род Ла Рок родился в Чикаго, Иллинойс, в семье менеджера отеля Эдмунда Ла Рока и его жены Энн Райс. Его отец имел французско-канадского происхождения, а мама ирландское.
С семи лет начал выступать в театре, а подростком начал сниматься в эпизодических ролях в картинах кинокомпании «Essanay Studios».
В 1918 году, после закрытия «Essanay Studios», он переехал в Нью-Йорк, где работал в театре. Там его заметил американский кинопродюсер Сэмюэл Голдвин и пригласил в Голливуд.
В 1941 году Род Ла Рок завершил свою кинокарьеру и занялся бизнесом. За вклад в киноиндустрию Ла Рок удостоен звезды на Голливудской «Аллее славы».

## Избранная фильмография
- 1923 – Десять заповедей
- 1924 – Запрещённый рай
- 1941 – Познакомьтесь с Джоном Доу